# Epitome de Caesaribus
Epitome de Caesaribus (slovensko Kratek opis (vladavin rimskih) cesarjev) je latinsko zgodovinsko delo, napisano na proti 4. stoletja.
V epitomu je kratek opis vladavin rimskih cesarjev od Avgusta so Teodozija Velikega. Njegovo avtorstvo se pripisuje Avreliju Viktorju, vendar ga je napisal anonimen avtor, ki je bil najverjetneje pogan. Avtorjeva vira podatkov sta bila tako imenovana Enmannsche Kaisergeschichte (Enmannova zgodovina cesarjev) in zdaj izgubljeni Letopisi Virija Nikomaha Flavijana, prijatelja Kvinta Avrelija Simaha. Opisi v epitomu so zelo kratki in včasih nezanesljivi, vendar vsebujejo nekaj uporabnih podatkov. 

## Vir
- Jörg A. Schlumberger. Die Epitome de Caesaribus. Untersuchungen zur heidnischen Geschichtsschreibung des 4. Jahrhunderts n. Chr., C.H. Beck, München 1974.